# Centralismo en Chile

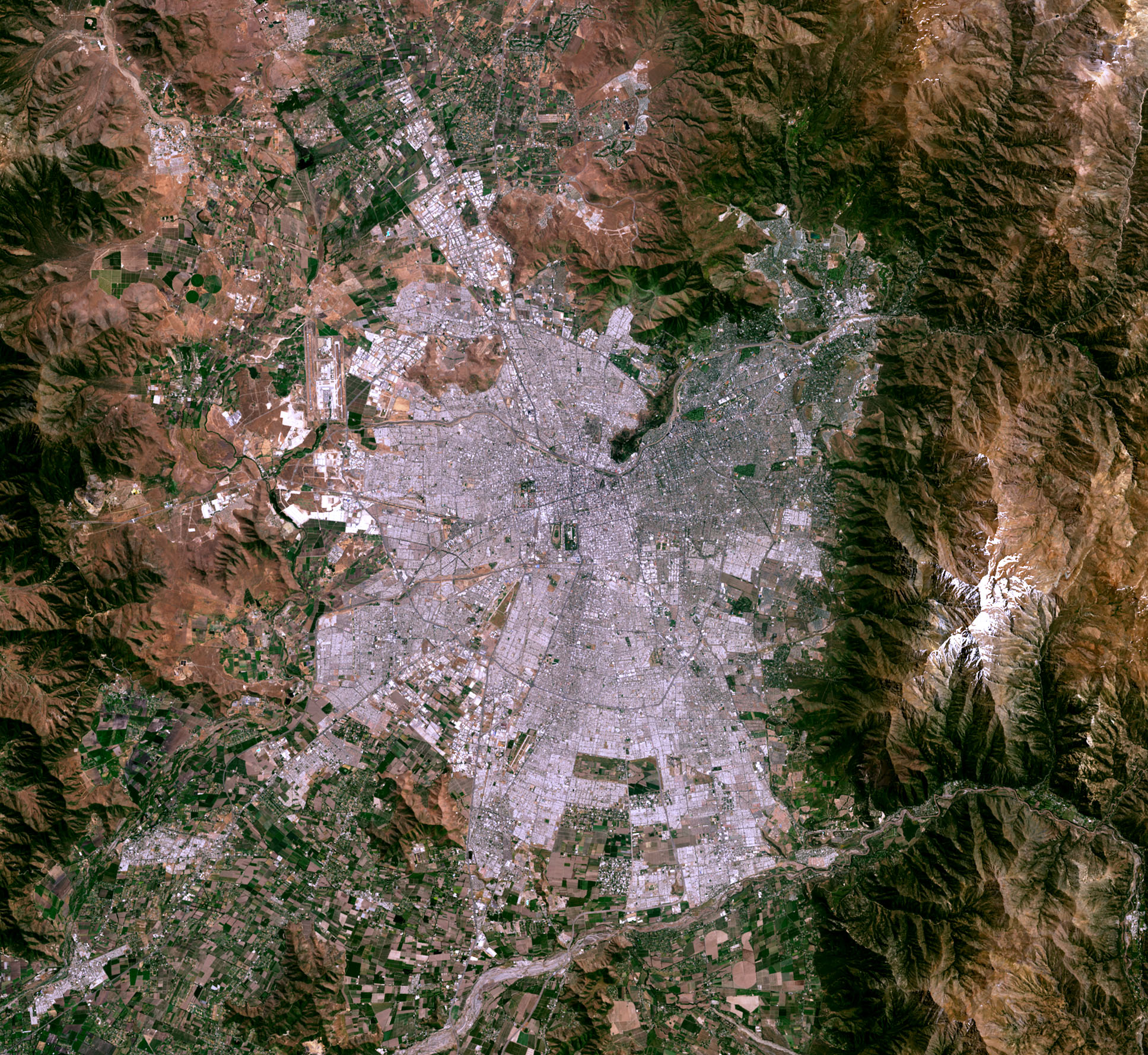
Vista satelital de Santiago de Chile. De acuerdo con los resultados preliminares del censo de 2012, la Región Metropolitana contiene al 40.33 % de la población del país.

El centralismo en Chile es un fenómeno político-social que, como en otros países, recae en su capital, en este caso Santiago, ubicada en la región Metropolitana.
Entre las posibles causas se suelen mencionar la ausencia de políticas de Estado que den fomento al desarrollo regional, tales como la existencia de una banca regional o el incentivo a iniciativas privadas, así como una relativamente débil identidad regional (con excepciones como las de Chiloé, Aysén y Magallanes), falta de legitimidad de los gobiernos regionales, relativa precariedad de los recursos financieros, nula conectividad terrestre con las regiones del extremo sur del país, y la falta de investigaciones e inversión en ciencia y tecnología en regiones.
Dentro del imaginario colectivo, los términos «capitalino» y «provinciano» se utilizan para distinguir, respectivamente, a los habitantes de la provincia de Santiago y los de otras provincias de Chile. Ambos términos suelen utilizarse por ambas partes de manera positiva o peyorativa, dependiendo del contexto.

## Antecedentes históricos y culturales
El centralismo en Chile tiene antecedentes desde la época colonial, como herencia del Imperio español. En algunos períodos, sin embargo, existieron ciertos niveles de descentralización política, como por ejemplo el comprendido entre 1565 y 1575 en que la Real Audiencia de Chile se ubicó en Concepción, o bien a mediados del siglo XIX y hasta principios del siglo XX, en que Valparaíso fue el principal centro comercial y financiero de Chile.
A mediados del siglo XIX, algunas zonas como Atacama y Coquimbo que tuvieron una alto grado de desarrollo económico debido al explosivo auge de la minería, exigieron de manera violenta al gobierno de Santiago terminar con el autoritarismo de la capital y promover un sistema más horizontal o regionalista. Estos movimientos contra el centralismo originaron las revoluciones de 1851 y de 1859.
Hasta principios de la década de 1970 existía una banca regional: muchos bancos con presencia nacional tenían su casa matriz fuera de Santiago, tales como el Banco Osorno y La Unión, el Banco de Concepción, el Banco de Curicó, el Banco Comercial de Curicó, el Banco de Talca y varios bancos porteños. Sin embargo, luego de la nacionalización de la banca durante el gobierno de la Unidad Popular (UP) dirigido por el presidente Salvador Allende, las casas matrices desaparecieron o se trasladaron todas a Santiago, lo cual no fue revertido por la autoridad ni por el mercado durante la posterior dictadura militar del general Augusto Pinochet ni durante el retorno de la democracia al país.
Históricamente el Congreso Nacional de Chile estuvo ubicado en el Edificio del Congreso Nacional de Chile en Santiago, desde 1876 hasta el golpe militar del 11 de septiembre de 1973, con la excepción del periodo comprendido entre el 25 de febrero y el 7 de agosto de 1828, en que la Constitución de 1828 lo reubicó en Valparaíso. El 11 de marzo de 1990, luego del término de la dictadura y restablecimiento de la democracia, se reiniciaron las actividades parlamentarias y como forma de descentralización la sede del Congreso se trasladó nuevamente a Valparaíso.
No obstante lo anterior, la ubicación actual del Congreso, debido a las políticas del país y a su ubicación cercana a Santiago, que no impide que sus miembros residan en la capital, sólo aporta concretamente a la descentralización la generación de unos mil quinientos puestos de trabajo (al año 2009) dentro de sus dependencias.
En agosto de 2005, durante el gobierno del presidente Ricardo Lagos, se promulgó la ley 20.050, que modificó el artículo 3° de la Constitución de 1980, incorporando en el tercer inciso el siguiente apartado:

«Los órganos del Estado promoverán el fortalecimiento de la regionalización del país y el desarrollo equitativo y solidario entre las regiones, provincias y comunas del país.»

 A pesar de lo anterior, esta ley como tal no ha producido cambios en la forma de administración del país.
De otra parte, los planes de estudios vigentes en Chile no exponen la historia ni tradiciones regionales en mayor medida, uniformando una visión centralista de la historia y de la sociedad chilena.[cita requerida]

### Anexión de la Isla de Pascua
El 9 de septiembre de 1888, las autoridades chilenas, representadas por el capitán Policarpo Toro, y los jefes de la isla, liderados por Atamu Tekena, firmaron un acuerdo o tratado, compuesto de dos documentos (uno de cesión o Vaai Honga Kaina y otro de proclamación o Vananga Haake) redactados en español y otro en rapanui mezclado con tahitiano. El texto en español habla de cesión de soberanía a Chile, reservando al mismo tiempo, para los jefes que concurrieron al acuerdo, los títulos de que estaban investidos y que gozaban en ese momento, sin hacer alusión a la propiedad de la tierra. A su vez, el texto en rapanui mezclado con tahitiano no habla de cesión de tierras y usa el concepto de "mau te hoa kona" (traducido como "amigo del lugar", que estaría relacionado con una anterior solicitud de protectorado francés) y además indica "ia i haka tika i ta ite runga, iraro ina he kainga kai ta" (traducido como "escribir sobre lo de arriba, lo de abajo no se escribe aquí", señalando lo que se encuentra en la superficie del terreno).
La tradición oral rapanui indica que el rey Atamu Tekena tomó un trozo de pasto con tierra, entregándole el pasto a los emisarios chilenos, quedándose con la tierra (la antropóloga Paloma Hucke interpreta que con ese acto se otorgaba la soberanía a Chile, pero se reservaba el derecho sobre sus tierras); asimismo, ante un ofrecimiento de Policarpo Toro de un saco con monedas, el rey lo rechazó diciendo "[...] lleva tu plata, que yo, ni ningún kanaka, hemos vendido terreno alguno [...]". Días más tarde, al izar Pedro Pablo Toro la bandera chilena en la isla, el rey le dijo "Al levantar tu bandera no quedas dueño de la isla porque nada hemos vendido: sabemos que el señor Obispo puso a la Isla bajo el protectorado de Chile, pero no se ha vendido nada".

## Factores geográficos y demográficos
Chile, considerando su zona continental, es uno de los países más largos del mundo, con 4270 km de extensión, y sólo en promedio 177 km de ancho, estando esta anchura delimitada por la Cordillera de los Andes, y su largo al sur por el término de América del Sur.
La capital Santiago se ubica en la llamada Zona Central de Chile (si bien el centro geográfico del país se encuentra 528 km más al sur, en la comuna de Coronel), específicamente en la Región Metropolitana, la más pequeña con una superficie de 15 403,2 km², pero al mismo tiempo la más poblada, con más de 6.5 millones de habitantes en 2009, abarcando, aproximadamente, el 42 % de la población total de Chile.
Las regiones de Magallanes y Aysén, las más australes del país, no poseen conectividad terrestre completamente interconectada con las zonas más al norte, siendo el extremo final, la Carretera Austral, teniéndose que utilizar transbordadores o hacer conexiones a través de Argentina para cruzar de un lado a otro. En Magallanes y Aysén, al no estar separados de Argentina por la cordillera andina, el intercambio social es mayor, destacándose el gran intercambio comercial en la Zona Franca de Punta Arenas.

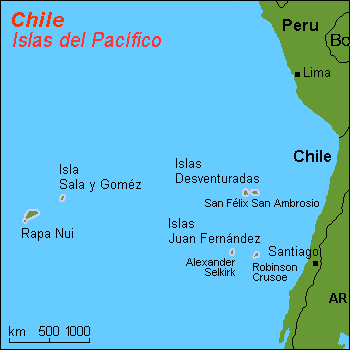
Las islas que conforman el Chile insular.

Por otra parte, Isla de Pascua, ubicada en el llamado Chile insular está ubicado en la Polinesia, en Oceanía, a 3500 km de distancia del Chile continental y estando conformada por una cultura polinésica muy diferente de la chilena. Desde el 30 de julio de 2007, una reforma constitucional —la ley N° 20193— estableció a la isla como un «territorio especial», de manera que su gobierno y administración serán regidos por un estatuto especial, contemplado en la ley orgánica constitucional respectiva.

## Factores administrativos
El país está dividido en 16 regiones, cada una de las cuales se divide a su vez en provincias, que en total suman 54 y que a la vez se dividen en 346 comunas.
Los Gobiernos Regionales de Chile (GORE) son los encargados de la administración superior de cada una de las regiones de Chile. Entre 1974 y 2021, cada Gobierno Regional estaba constituido por un intendente, que era designado por el presidente de la República (es decir, sin intervención democrática por parte de los habitantes de la región) y por el Consejo Regional (CORE), cuyos consejeros son electos directamente. Luego de una reforma constitucional efectuada en 2017 —bajo el gobierno de la presidenta Michelle Bachelet—, en mayo de 2021, se llevaron a cabo elecciones de gobernadores regionales donde pasó a disolverse el cargo de intendente y a crear el de "gobernador regional" y "delegado presidencial regional", el primero con funciones democráticas y el segundo, actuando en representación del gobierno —en las regiones— con las mismas facultades del cargo anterior de intendente.
Adicionalmente existen las Secretarías Regionales Ministeriales (SEREMIs), órganos desconcentrados de cada ministerio de Estado, dirigidos por un Secretario Regional Ministerial (SEREMI), colaboradores directos del intendente y designados por el ministro del ramo respectivo.
Los únicos cargos electos democráticamente por los habitantes locales de la zona sobre la cual ejercen autoridad son los del alcalde y su concejo, los cuales tienen una incidencia exclusivamente comunal.
Finalmente, aunque los diputados de la Cámara de Diputadas y Diputados representan distritos, lo cierto es que la mayoría de ellos residen en Santiago, muchos sin haber tenido real vinculación con la región que representan.[cita requerida]

## Factores económicos
En cuanto a la inversión pública por regiones, entre 1995 y 1998 esta se concentró en un 25.4 % en la Región Metropolitana, siendo seguida por la Región del Biobío con un 10.6 % y por la Región de Valparaíso con un 10.5 %, no consiguiendo entre ambas igualar el porcentaje anterior. Las regiones de los extremos norte y sur del país, por su parte, Tarapacá (incluyendo a la actual Región de Arica y Parinacota), Antofagasta, Atacama, Los Lagos (incluyendo a la actual Región de Los Ríos), Aysén y Magallanes, sólo sumaron un 19.8 % del total del gasto público. Del 100 % de inversión, se destinó para la Región Metropolitana el 40.9 % de lo considerado en salud, un 34.2 % para vivienda y un 30.1 % para vialidad urbana. Santiago de Chile concentraba además (al año 2001) el 48 % del PIB, teniendo durante toda la década de 1990 una tasa de crecimiento promedio de 8.5 %, superior al promedio nacional de 7.6 %.
Por otra parte, la ciudad de Calama, capital minera de Chile, es la que produce la mayor cantidad de cobre en el país. Sin embargo, de lo producido menos del 5 % queda en la zona. Actualmente se está elaborando un proyecto de ley que de ser aceptado crearía el Fondo de Desarrollo para el Norte (Fondenor), el cual podría abordar esta petición, pese a que aún no se conocen sus detalles.

## Consecuencias

### Calidad de vida

Regiones de Chile según su índice de desarrollo humano. (IDH, 2011)
0,900+
0,800 – 0,899
0,700 – 0,799
0,600 – 0,699
0,500 – 0,599

Una consecuencia inmediata del centralismo en Chile es el constante incremento de la población en la capital, así como la gran diferencia de demanda laboral entre Santiago y el resto de las ciudades del país.
La Región Metropolitana posee el mayor índice de desarrollo humano de todas las regiones de Chile, aumentando considerablemente entre 1987 y 2003, y estando actualmente muy por encima de las regiones restantes. En cuanto a las comunas, de las diez primeras sólo dos no pertenecen a la Región Metropolitana.

### Educación

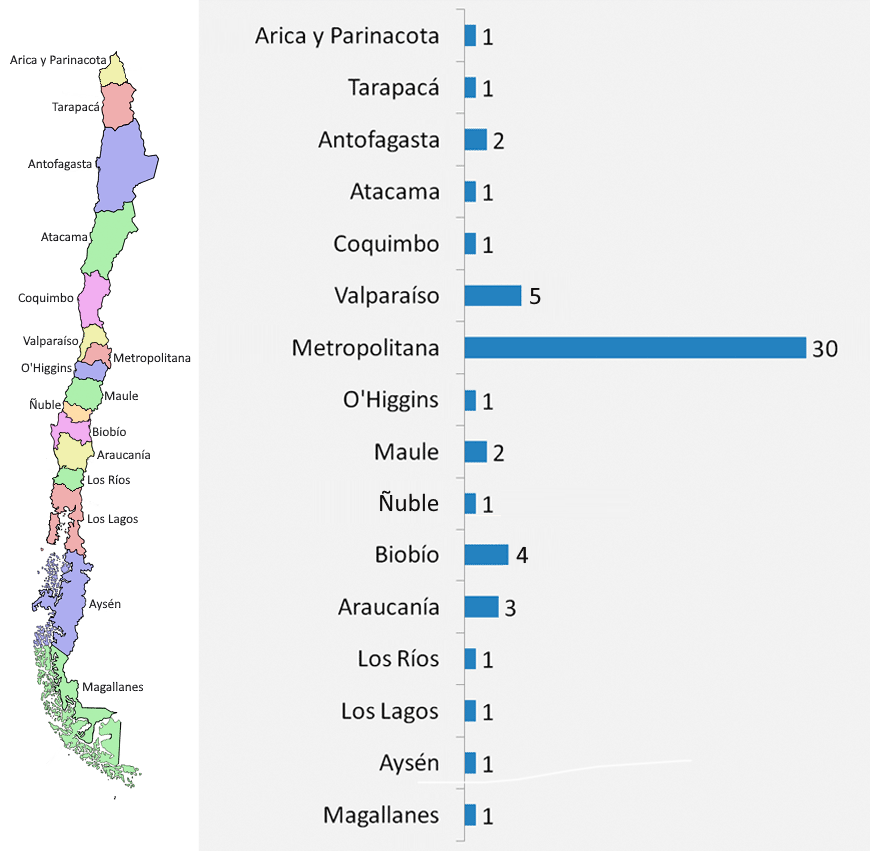
Distribución de las universidades de Chile por región en 2021, de acuerdo a sus sedes centrales.

En Chile existen 56 universidades, de las cuales 30 tienen sus sedes centrales en Santiago, y 8 de las restantes poseen otra sede también en la capital. Además, 5 tienen su sede en Valparaíso o Viña del Mar, a sólo 120 km de Santiago. Las dos universidades consideradas según los rankings como las mejores del país, son la Universidad de Chile y la Pontificia Universidad Católica de Chile, ambas ubicadas en Santiago, seguidas por la Universidad de Concepción, de Concepción.
Con respecto a las Escuelas Matrices de las Fuerzas Armadas, de Orden y Seguridad, de las ocho escuelas matrices existentes, la Escuela Naval Arturo Prat se ubica fuera de la capital, en el puerto de Valparaíso, y la Escuela de Grumetes Alejandro Navarrete Cisternas se ubica en la isla Quiriquina, frente al puerto de Talcahuano.

### Manifestaciones regionalistas

#### Isla de Pascua
En 1964, isleños liderados por Alfonso Rapu, protagonizaron un movimiento de resistencia, por el que se exigía la libertad de viajar al continente, la devolución de tierras, el libre tránsito dentro de la isla, y la posible incorporación a la Confederación Polinésica. Como consecuencia de la acción desplegada la comunidad rapanui, parte de sus demandadas fueron escuchadas y fue implementada una administración civil de la isla, durante el gobierno de Eduardo Frei Montalva.[cita requerida]
En 1966, se generó un conflicto entre el alcalde de Isla de Pascua, Alfonso Rapu, y el gobernador Enrique Rogers, en el cual la comunidad rapanui se dividió en dos grupos, que apoyó a cada uno. En desenlace del conflicto hubo intervención de la policía, y varias mujeres sufrieron golpes. Con posterioridad a dicho episodio, se dictó la Ley Pascua.[cita requerida]
En 1979, como consecuencia de la dictación del DL N.º 2885, se generaron conflictos entre las autoridades de gobierno y la comunidad rapanui, y esta opta por reconstituir el Consejo de Ancianos de Rapa Nui, para defender la propiedad de la tierra a la comunidad de la isla. El Consejo de Ancianos demanda, en 1987, su reconocimiento pleno ante las autoridades chilenas, dejar sin efecto el DL N.º 2885 de 1979 y reconocer a los rapanui como únicos y legítimos dueños de las tierras de la isla.[cita requerida]
En 1988, en la conmemoración del centenario de la anexión de la Isla de Pascua a Chile, la comunidad rapanui se negó a participar de los festejos programados, manifestando de ese modo su descontento ante la situación de pobreza, cesantía y desabastecimiento que padecía la población, y ante la nula respuesta ante su reivndicación de sus tierras.[cita requerida]

Bandera de Isla de Pascua.

En 2001, se constituye la agrupación denominada Parlamento Rapa Nui, ante la carencia de una entidad gubernamental que represente los intereses de dicha comunidad.[cita requerida]
En agosto de 2009, durante el gobierno de Michelle Bachelet, un grupo de personas miembros del llamado Parlamento Rapa Nui ocuparon la pista del Aeropuerto Internacional Mataveri en protesta por el excesivo ingreso turistas, exigiendo un control migratorio más estricto, debido a que muchos de los visitantes se quedarían ilegalmente en la Isla de Pascua.
A fines de 2010, en el primer gobierno de Sebastián Piñera, se produjeron en Isla de Pascua una serie de protestas en contra del centralismo chileno y su falta de atención hacia la isla. Aduciendo al deficiente tratado de cesión de soberanía de 1888, los isleños demandaron la recuperación de tierras ancestrales, algunas actualmente estatales, y otras que en algún momento pasaron a ser de propiedad privada, de modo que fuesen administradas en conjunto por Rapa Nui y por el Estado de Chile. Además de esto, pedían controlar la inmigración turística hacia la isla, y aumentar la inversión pública en salud, educación y fomento productivo. El presidente del Parlamento Rapa Nui, Leviante Araki, amenazó con que los rapanuís de Isla de Pascua buscarían independizarse de Chile adjuntándose a la Polinesia, o bien recurrirían a la Corte Internacional de La Haya si sus peticiones por tierras y mayor autonomía política no eran atendidos. Las protestas fueron en ese entonces reprimidas duramente por Carabineros de Chile.
A comienzos de 2013, el Parlamento Rapa Nui declaró que a mediados de año establecería una demanda ante la Corte Internacional de Justicia de La Haya para buscar su independencia de Chile.

#### Región de Magallanes y de la Antártica Chilena

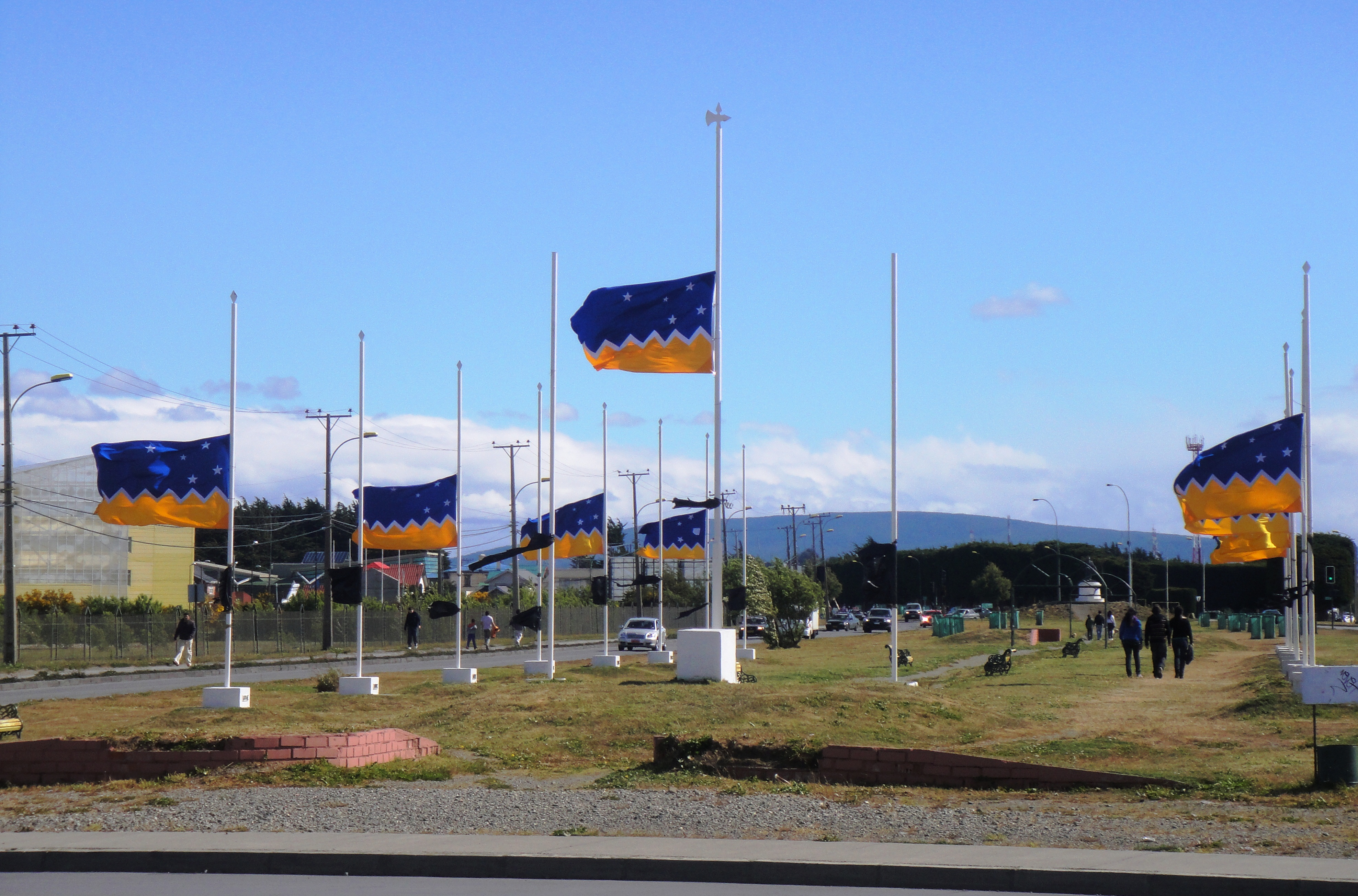
Banderas magallánicas a media asta en Punta Arenas durante las protestas del gas de 2011.

Una consecuencia histórica del centralismo en Chile es el conocido regionalismo de la Región de Magallanes y de la Antártica Chilena, la cual tiene su propia bandera y escudo desde febrero de 1997 y se suele autodenominar «República Independiente de Magallanes».
Magallanes posee un alto sentido de identidad propia, así como tradiciones particulares, a lo que se suma una importante descendencia de inmigrantes croatas, españoles y chilotes, así como también británicos, alemanes, italianos y suizos. Esta región, que posee condiciones climáticas y geográficas que van en detrimento de su desarrollo con respecto a las demás del país, tiene uno de los costos de vida más altos de Chile.
En 2011 se realizaron, durante el primer Gobierno de Sebastián Piñera, una serie de protestas en que exigieron que no se les incrementara en un 16,8 % el valor del consumo de gas natural, indispensable para su calefacción necesaria durante todo del año, el cual es extraído y producido en la misma región. Como consecuencia de estas demandas, el porcentaje se redujo hasta el 3 %, equivalente a la inflación anual. La ciudad de Punta Arenas, capital regional, fue la primera en oponerse abiertamente a Augusto Pinochet durante la dictadura militar, en la manifestación que se conoce como el Puntarenazo. En las ciudades de Magallanes se puede ver una gran cantidad de pabellones regionales izados durante todo el año tanto en locales comerciales como en las casas. El sentimiento magallánico aflora en plenitud una vez al año al celebrarse las Jornadas por la Rehabilitación en Magallanes, el símil a la Teletón realizada en todo Chile.

#### Región de Antofagasta
En agosto de 2009 se formó en Calama un movimiento social, liderado por el alcalde Esteban Velásquez, para exponer al gobierno de Chile la situación de la ciudad, ante la falta de inversión, reclamando los recursos del cobre como zona productora; inicialmente se convocó a la ciudadanía para trabajar en un diagnóstico de las necesidades de la ciudad, las soluciones a ellas –a fin de redactar un documento con las conclusiones– y las formas de manifestación debiera tomar este movimiento. Como señal de descontento, y a la espera de la redacción del documento, Calama se llenó de banderas negras.
El 29 de agosto de 2009, la ciudadanía de Calama consensuó una declaración titulada «Qué sería de Chile sin Calama», en que se exigía como primera y fundamental medida la dictación de una ley "para dejar el 5% de las utilidades del cobre en las zonas productoras y que estos recursos sean administrados por el Municipio respectivo en concordancia con las necesidades definidas por la propia comunidad", junto a otras medidas, además, se solicitaba al gobierno de la presidenta Michelle Bachelet una mesa de trabajo.
En octubre de 2009, habitantes de Calama, organizados por el "Movimiento Ciudadano Calameño", realizaron una primera manifestación en la ciudad de Antofagasta, capital de la región, haciendo entrega a las autoridades del gobierno central del petitorio contenido en la carta del 29 de agosto.
El 29 de junio de 2011, 15 mil habitantes de Calama realizaron una marcha ciudadana, exigiendo más beneficios para la ciudad, y en especial, reclamando que el 5 % del cobre producido por la capital minera quedase dentro de la zona. Tiempo después se realizó una segunda marcha, y 9 meses más tarde, el 20 de marzo de 2012, se realizó una tercera manifestación, en la que participaron más de 15 mil personas, pidiendo una solución a las peticiones, y solicitando más información acerca del eventual proyecto de ley que crearía el Fondo de Desarrollo para el Norte (Fondenor), pero del cual todavía no se conocen los detalles.

#### Región de Aysén

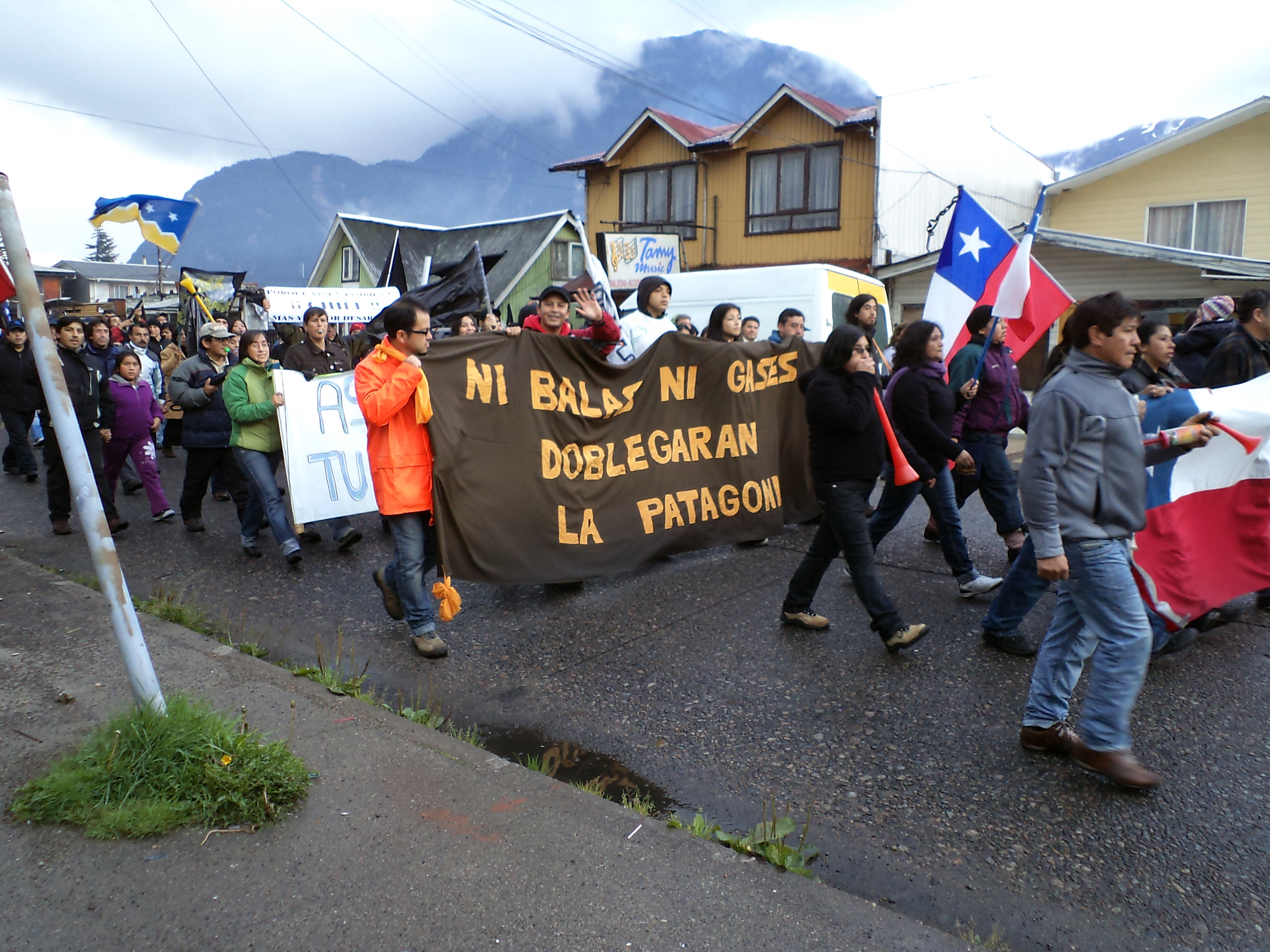
«Ni balas ni gases doblegarán la Patagonia», lienzo desplegado durante las Protestas en Aysén de 2012.

En 2012, la región inmediatamente más al norte de Magallanes, la Región de Aysén, ubicada a aproximadamente 2400 km al sur de Santiago, y a sólo 100 km de un paso fronterizo con la Provincia del Chubut, Argentina, inició también una serie de protestas masivas, pidiendo una rebaja del precio del combustible, mejoras en la salud y fomento al empleo. Algunos de los manifestantes alzaron carteles pidiendo ser adoptados por el país trasandino. Las protestas, que se extendieron durante varias semanas, fueron repelidas a través de represión policial y la aplicación de la Ley de Seguridad del Estado en contra de los ayseninos.

#### Región de Arica y Parinacota

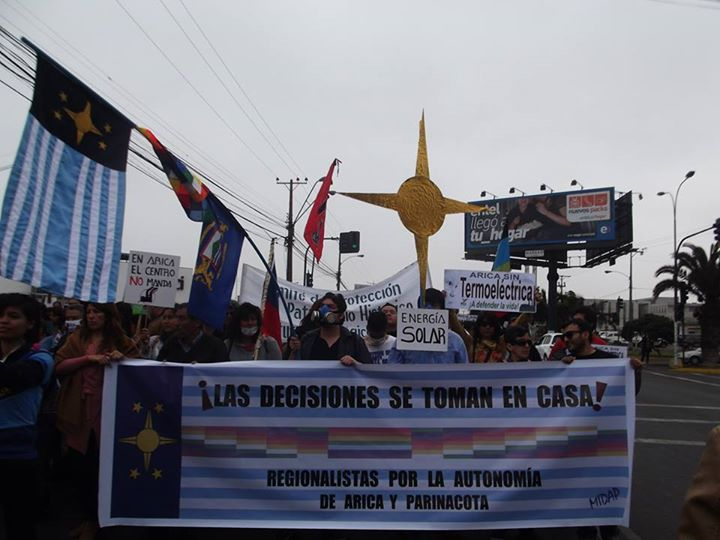
Marcha contra la termoeléctrica del cerro Chuño en 2014.

El 17 de marzo de 2012, Arica, capital de la Región de Arica y Parinacota, esta vez en el otro extremo norte del país, realizaron una marcha masiva de la ciudadanía por «40 años de abandono por parte del Estado». 600 personas se reunieron en la ciudad para pedir la eliminación inmediata del impuesto a los combustibles, una zona franca turística y la fijación de un sueldo regional mínimo de 270 mil pesos, así como algunos otros temas de tipo medioambiental y descentralizador.

#### Otras provincias y ciudades
Sólo unas semanas después, el 29 de marzo de 2012, habitantes de la comuna de Los Álamos y alrededores en la Provincia de Arauco, Región del Biobío, pidieron en una manifestación dialogar con el Gobierno por la aprobación de una llamada «Ley Arauco», que pide mejorar y regular distintos aspectos socioeconómicos de la zona.

## Iniciativas de descentralización
En la década del 2000, los políticos Alejandro Foxley y Joaquín Lavín propusieron la salida de las empresas estatales que tienen sus casas matrices en Santiago, como forma de descentralización económica. Esto debido a que grandes empresas estatales como Codelco, ENAP, ENAMI o el BancoEstado tienen sus sedes allí.
El 17 de mayo de 2002 se crea el partido político Alianza Nacional de los Independientes (ANI) y en diciembre de 2003 el Partido de Acción Regionalista de Chile (PAR). Ambos conforman en octubre de 2005 la coalición política Fuerza Regional Independiente (FRI), y el 4 de julio de 2006, se fusionan como partido en el Partido Regionalista de los Independientes (PRI).
En agosto de 2011, dirigentes de distintas regiones del país se reunieron en Concepción en lo que se denominó la «Cumbre de las Regiones», con el objetivo de preparar un documento con peticiones al Gobierno para la descentralización del país y mejorar el apoyo a las regiones. Un año después, la Corporación para la Regionalización del Bío-Bío (Corbiobio) entregó dicho documento en el Palacio de La Moneda, pidiendo entre otras cosas poder elegir a los consejeros regionales en sufragio ciudadano. El presidente Sebastián Piñera, que el año anterior había dicho recibiría la propuesta personalmente, no se pudo presentar a la reunión.
El 4 de julio de 2021, y tras el plebiscito nacional en 2020, se creó la Convención Constitucional, órgano constituyente encargado de redactar una nueva Constitución Política para la República de Chile, la cual deberá ser aprobada o rechazada por la ciudadanía mediante un referéndum en 2022. Esta Convención es la primera en su tipo en el país, al ser además paritaria, con escaños reservados para pueblos originarios y una importante presencia de representantes de regiones. Dentro de sus diversas comisiones de trabajo, se creó la Comisión de Descentralización, Equidad y Justicia Territorial, y a partir de agosto de 2021 comenzaron a viajar a las distintas regiones del país para reunirse con representantes variados de los diferentes territorios. Dentro de los convencionales, la descentralización, plurinacionalidad y paridad se perfilan como los temas en los que se podría lograr mayores acuerdos transversales.Esta seria finalmente rechazada en otro referéndum de 2022.